# Dylon Powley
Dylon Powley (New Westminster, Canadá, 5 de septiembre de 1996-Edmonton, 20 de junio de 2024) fue un futbolista y abogado canadiense que jugó en la posición de guardameta.

## Equipos
| Club              | Liga                       | Temporada        | Liga        | Liga  | Playoffs    | Playoffs | Copa nacional | Copa nacional | Continental | Continental | Total       | Total |
| Club              | Liga                       | Temporada        | Apariciones | Goles | Apariciones | Goles    | Apariciones   | Goles         | Apariciones | Goles       | Apariciones | Goles |
| ----------------- | -------------------------- | ---------------- | ----------- | ----- | ----------- | -------- | ------------- | ------------- | ----------- | ----------- | ----------- | ----- |
| Calgary Foothills | Premier Development League | 2016             | 12          | 0     | 5           | 0        | —             | —             | —           | —           | 17          | 0     |
| Calgary Foothills | Premier Development League | 2017             | 14          | 0     | 1           | 0        | —             | —             | —           | —           | 15          | 0     |
| Calgary Foothills | Total                      | Total            | 26          | 0     | 6           | 0        | 0             | 0             | 0           | 0           | 32          | 0     |
| FC Gute           | Division 2                 | 2018             | 18          | 0     | —           | —        | 1             | 0             | —           | —           | 19          | 0     |
| FC Edmonton       | Canadian Premier League    | 2019             | 6           | 0     | —           | —        | 2             | 0             | —           | —           | 8           | 0     |
| FC Edmonton       | Canadian Premier League    | 2020             | 1           | 0     | —           | —        | —             | —             | —           | —           | 1           | 0     |
| FC Edmonton       | Total                      | Total            | 7           | 0     | 0           | 0        | 2             | 0             | 0           | 0           | 9           | 0     |
| Atlético Ottawa   | Canadian Premier League    | 2021             | 26          | 0     | —           | —        | 0             | 0             | —           | —           | 26          | 0     |
| Total de carrera  | Total de carrera           | Total de carrera | 77          | 0     | 6           | 0        | 3             | 0             | 0           | 0           | 86          | 0     |

## Vida personal y muerte
Powley fue diagnosticado con el síndrome de Guillain–Barré cuando tenía cinco años. Al retirarse como futbolista obtuvo la Canadian Youth Coaching License. En su carrera como jugador también cumplió funciones de entrenador en equipos juveniles. En enero de 2022 Powley se unió a la Whitecaps FC Alberta Academy. También trabajó como entrenador juvenil del St. Albert Impact.
En 2023 tras la muerte de su hermano, se convirtió en abogado para asuntos relacionados con salud mental, ya fuera por dinero o por caridad. Powley murió el 20 de junio de 2024 a los veintisiete años en un accidente de motocicleta.